# Scolecophis atrocinctus
Scolecophis atrocinctus is een slang uit de familie toornslangachtigen en de onderfamilie Colubrinae. De soort is de enige uit het geslacht Scolecophis.

## Naam en indeling
De wetenschappelijke naam van de soort werd voor het eerst voorgesteld door Hermann Schlegel in 1884. Oorspronkelijk werd de wetenschappelijke naam Calamaria atrocincta gebruikt.
De slang behoorde eerder tot andere geslachten, zoals Calamaria en Homalocranion.

## Uiterlijke kenmerken
De slang heeft een rond lichaam en bereikt een lichaamslengte tot 4,5 meter. Ongeveer 15 tot 20 procent hiervan bestaat uit de staart.

## Verspreiding en habitat
Scolecophis atrocinctus komt voor in delen van Midden-Amerika en leeft in de landen Costa Rica, El Salvador, Guatemala, Honduras en Nicaragua. De habitat bestaat uit drogere en vochtige tropische en subtropische bossen, zowel in laaglanden als in bergstreken. De soort is aangetroffen op een hoogte van ongeveer 100 tot 1530 meter boven zeeniveau.

## Beschermingsstatus
Door de internationale natuurbeschermingsorganisatie IUCN is de beschermingsstatus 'veilig' toegewezen (Least Concern of LC).